# Hamish Fulton
Hamish Fulton (Londres, 21 de julio de 1946) es un artista inglés, considerado como uno de los principales artistas de land art británicos. Comenzó a andar por el mundo artístico a principios de los años 1970. Sus caminatas forman parte de su propio concepto artístico. Ya ha recorrido diversos lugares del mundo, compaginando sus caminatas con elaboración de imágenes fotográficas, cuadernos de viaje y también exposiciones, de las cuales quedan más atrás en el tiempo las realizadas en:
- 1969: Galerie Konrad Fischer, Düsseldorf
- 1970: Galleria Sperone, Turin

## Biografía
Estudió escultura en la Escuela de San Martín de Arte de Londres, de 1966 a 1968, al mismo tiempo, como Jan Dibbets, Flanagan Barry, Gilbert y George, Hilliard John, Richard Long y McLean Bruce, y en el Royal College of Art, Londres , de 1968 a 1969. 
Basando su trabajo en paseos largos que duran de un día a varias semanas, Fulton grabó su experiencia física y emocional del paisaje mediante la fotografía en negro y negro con una cámara de 35 mm, en los trabajos típicos como Slioch Colinas Cairn / Circulando Buzzards (2 fotografías, cada una * 118.1 87.6 mm, 1980, Londres, Tate), que luego presentó una sola fotografía o una secuencia de fotografías, por lo general imprimen a gran escala y en una gama de tonos ricos, a menudo junto con leyendas impresas. 
Estos textos describen a veces cuestiones prosaicas, como la longitud, la duración o la fecha de la caminata o las condiciones climáticas bajo las cuales se realizó la caminata, en otros casos una secuencia de palabras evoca un estado de ánimo poético particular, a la caminata, lo que permite al espectador para que a la obra de su o sus propios sentimientos, visiones, recuerdos y encuentros con el paisaje. Si bien su obra se ha relacionado tanto con el arte conceptual y el land art, Fulton se consideraba heredero de las tradiciones británicas de la pintura del paisaje. Su trabajo fue quizás el más ampliamente difundido en sus libros.

## Educación
En ese periodo 1964-1969 se formó en Londres en los centros de : Hammersmith College of Art, St. Martin’s School of Art, Royal College of Art.En su formación artística comenzó como escultor y, posteriormente, se vinculó a la tradición del land art y del arte post-conceptual.

## En España
En España también ha realizado grandes caminatas.
Hamish Fulton, con Richard Long (fue compañero y también alumno St. Martin´s School of Art de Londres. Juntos recorrieron la península ibérica de costa a costa dos veces, en 1989 y 1990. Fulton mira el paisaje , no lo modifica, escribe, fotografía y dibuja.
«¡Dicen que mi obra es difícil de entender! Puede que sea cierto, pero nunca he intentado hacer un arte deliberadamente difícil. Citando a Lao-Tzu: Difícil y fácil se hacen realidad mutuamente. Soy un artista que hace caminatas, no un caminante que hace arte. Estoy comprometido con la caminata.»

### Libros en España
Rio luna rio , El camino, Siete caminatas cortas.
Libros en España más próximos a la idea de libro de artista que al catálogo. En Río Luna Río recuerda su caminata extremeña, "una caminata circular de veintiún días en Extremadura, desde y hacia el río Guadiana, en Badajoz vía Guadalupe, en 2008;
en El camino se repasan sus caminatas cortas por la península ibérica. En uno de los textos del segundo, Fulton describió su relación con España: “En 2001, cuando empezaba de nuevo a pensar en realizar caminatas en España, tuve que preguntarme a mí mismo, ¿Por qué España? La respuesta es muy clara. Los españoles (creo yo) en la era post-Franco (todavía) están de buen humor. A veces, siento que países enteros tienen las personalidades de individuos. España: buen humor. Estados Unidos: autoritarios. China: sin asumir responsabilidades. Respuestas simples pero repetitivas. Para continuar, ¿Por qué España? En términos prácticos, España para mí es el país en el que he estado personalmente más cómodo para hacer caminatas por carretera. Camina como un coche. Come como un perro”.
La Fundación Ortega Muñoz de Badajoz presentó una exposición que contenía las rutas que ha realizado Fulton desde 1979-2008 por la península ibérica "Caminar es una forma de arte por derecho propio (...) Cuando terminas de hacer una escultura ¿qué tienes? Una escultura. Cuando terminas una caminata ¿qué tienes? Nada (...) Una caminata es como un objeto invisible en un mundo complejo".

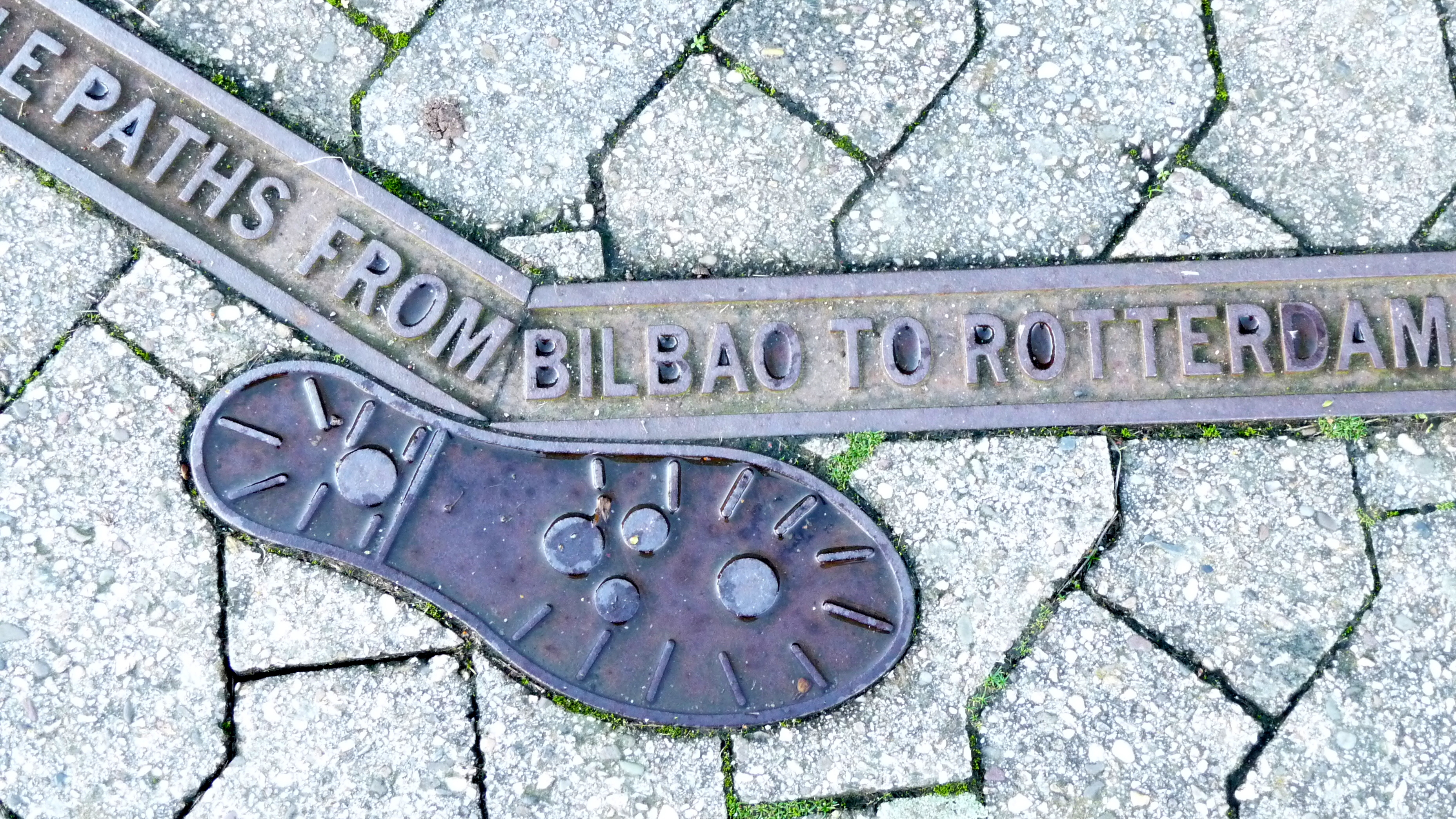
Detalle de la obra siete pasos

Fulton se dice así mismo «Why walk? Walking, is the answer» [¿Por qué caminar? Caminar es la respuesta]. para mí, que caminar no es una teoría, caminar no es un material artístico; la caminata es una experiencia, es una forma artística de pleno derecho. Tras varios días caminando tengo la impresión de que puedo pensar con mayor claridad, surgen preguntas y lucho mentalmente para contestarlas. La caminata artística contribuye de forma creativa al espectro de las caminatas tradicionales. 
«He caminado por autovías y autopistas españolas. Nuestro mundo ha sido construido para el coche y, de vez en cuando, un pequeño sendero rural se convierte en una rápida y peligrosa autopista. Los planificadores de carreteras olvidaron proporcionar alternativas legales para los caminantes, así que uno sólo puede volver sobre sus pasos o quebrantar la ley y continuar.»
Hamish Fulton. Siete caminatas cortas
También en Lanzarote se inauguró la exposición en la fundación César Manrique el 20 de enero de 2005,
Su experiencia personal de caminar, sus creaciones. con fotografías, instalaciones, textos, y ediciones de libros, el artista muestra sus viajes y caminatas por distintos lugares (México, Nepal, Australia, India, España…). Su obra es conocida y expuesta en museos de todo el mundo, como las exposiciones individuales realizadas en la Bawag Foundation de Viena el Museo Serralves de Oporto, en la Tate Britain de Londres, , y la Haus Konstriktiv de Zúrich. 
Hamish Fulton se trasladó a Lanzarote en febrero de 2004, donde permaneció 10 días. Realizó siete jornadas de caminata en las que su único medio de contacto con el territorio insular fue el de su propia locomoción. Hamish Fulton desde Punta Mujeres. Comenzó a caminar el 10 de febrero y, durante los seis días siguientes, se movió a pie por el norte de la Isla. Las caminatas se iniciaban a las 7 de la mañana y acababan al atardecer. esta experiencia de caminar por Lanzarote surgió el proyecto «Siete jornadas a pie caminando por carreteras, veredas y senderos», que se expone en la muestra junto a otros proyectos de Fulton realizados en España.
El artista con 75 años vuelve aparecer con una inauguración el 24 de Marzo del 2022 con una obra Fotográfica llamada Walking East, siendo una co-producción entre el centro gallego CGAC (Santiago de Compostela) en Pamplona ( Museo Universidad de Navarra  ) . Esta obra también llamada por el artista "El Artista Caminante" es un recorrido de su caminata partiendo desde Finisterre, en dirección a Santiago de Compostela, y su continuación hacia Pamplona y Roncesvalles, hasta llegar a Hendaya. Las obras del artista no son intervenidas, es un viaje por su mirada viendo la realidades de sus caminatas
El artista desde 1969 realiza caminatas por diversos sitios del mundo desde La península ibérica, Canadá, rincones de Europa, Australia hasta Nepal. El artista utiliza imagenes y textos (juntos o de manera independiente), las maderas, el collage o el dibujo para mostrar la caminata, transmitir el camino. De este modo, la actividad física se trasforma en materia, en obras de arte, que transmiten su visión a través de estos lenguajes diversos.
Fulton reivindica el acto atávico, la experiencia directa del caminante como herramienta de salvación de una humanidad que ha dejado de ver para mirar a su alrededor a través de la tecnología. Habla de escultura mental en el sentido de que se refieren, como esculturas, a nociones de espacio, tiempo y materia.

## Exposiciones
- 2022: Walking East, Pamplona, Museo Universidad de Navarra
- 2010: Walking to Paris, curator Romain Torri, Galerie Patricia Dorfmann, Paris
- 2009: Chomolungma, Häusler Contemporary, Munich
- 2008: Kora, Galleri Riis, Oslo (C)
- 2007: Galleria Alessandra Bonomo, Roma

Hamish Fulton : Geronimo Homeland, Texas Gallery, Houston ; Christine Burgin Gallery, New York
- 2006: Hamish Fulton, galerie Mueller-roth
- 2005: Seven short walks – Caminatas cortas, Fundación Cesar Manrique (C)

Keep Moving, Museion – Museum for modern and contemporary art, Bolzano (C)
Maureen Paley, London
- 2004: Haus Konstruktiv, Zúrich
- 2003: Galleri Riis, Oslo
- 2002: Hastings Art Museum, England

Tate Britain, London
Placing one foot in front of the other, Bawag Foundation, Vienna
- 2001: Sainsbury Centre for Visual Arts, Norwich, England

- Museuserralves, Porto, Portugal

- 2000: Danese Gallery, New York

Galerie Mueller-Roth, Stuttgart, Germany
Patrick deBrock Gallery, Knokke, Belgium
Chesa Planta, Samedan, Switzerland (Art Festival of Switzerland)
Southern Alberta Art Gallery, Lethbridge, Canada
Hausler Kulturmanagement GmbH, Munich
- 1999: Crawford Arts Centre, St. Andrews, Scotland

Anchorage Museum of Art and History, Alaska
Galerie Tschudi, Glarus, Switzerland
Galleri Riis, Oslo
Palais Thurn Und Taxis, Bregenz, Austria
- 1998: Städtische Galerie Nordhorn, Germany

Kunstverein, Düsseldorf, Germany (with Peter Hutchinson)
Gallery Nishida, Nara, Japan
Gallery Koyanagi, Tokio
Fondazione Antonio Ratti, Como, Italy
Annely Juda Fine Art, London
John Weber Gallery, New York
- 1997: Cairn Gallery, Nailsworth, England

Galerie Mueller-Roth, Stuttgart
Texas Gallery, Houston
Art Museum Missoula, Montana, USA
- 1996: Second Floor, Reykjavik, Iceland

Le Musee de Valence, France
John Weber Gallery, New York
Museum of Modern Art, Wakayama, Japan (with Roger Ackling)
Galerie Stadtpark, Krems, Austria
Galerie Artek, Helsinki, Finland
Olga Korper Gallery, Toronto, Canada
- 1995: Centre d’Art Contemporain, Geneva

Galerie Tschudi, Glarus, Switzerland
Stadtische Galerie im Lenbachhaus, Munich
Galerie Tanit, Munich
- 1994: John Weber Gallery, New York

Galerie Lydie Rekow, Crest, France
Galleria Luis Serpa, Lisbon
Galleri Riis, Oslo
- 1993: Annely Juda Fine Art, London

Massimo Minini, Brescia, Italy
Laage Salomón, Paris
- 1992: John Weber Gallery, New York

Staatliche Kunsthalle, Baden-Baden, Germany
Abbaye de Saint Savin, France
Galleri Riis, Oslo
Ivam Centre Julio González, Valencia, Spain
- 1991: Galerie Tanit, Koln

Galería Weber Alexander y Cobo, Madrid (with Richard Long)
Galerie Marika Malacorda, Geneva
Cairn Gallery, Nailsworth, England
Serpentine Gallery, London
Kanransha Gallery, Tokyo
Haags Gemeentemuseum (Project Space), Netherlands
- 1990: Selected Walks * 1969-* 1989, organized by the Albright Knox Art Gallery, Buffalo, NY

touring to :
Albright- Knox Art Gallery, Buffalo, New York
National Gallery of Canada, Ottawa
Centro Cultural/Arte Contemporáneo, Fundaciòn Televisa, Mèxico City
Musee de Grenoble, France
John Weber Gallery, New York
Galerie Laage-Salomon, Paris
- 1989: Here and There Travels, The Clocktower Gallery, New York

Graeme Murray Gallery, Edinburgh
Kanransha, Tokyo (two exhibitions in * 1989)
Victoria Miro , London
- 1988: Domaine de Kerguehennec, Centre d’Art Contemporain

Locmine, France
Kanransha, Tokyo
Painted Wall Texts, Delfryd Celf, Wales
Galerie Tanit, Munich
Temple University, Philadelphia
Gallery Senda, Hiroshima
- 1987: Victoria Miro, London

Galerij S65 Aalst, Belgium
John Weber Gallery, New York
Cairn Gallery, Nailsworth, England
- 1986: Castello di Rivoli, Turin (with Ulay and Marina Abramovic)

Galerie Tanit, Munich
Dietmar Werle, Cologne
Kanransha Gallery, Tokyo
Nishida Gallery, Nara, Japan
Gillespie de Laage Salomon, Paris
- 1985: John Weber Gallery, New York

Hamish Fulton * 1975-85, retrospective exhibition organized by the Stedelijk van Abbemuseum, Eindhoven
touring to :
The Stedelijk Van Abbemuseum, Eindhoven
Le Nouveau Musee, Lyon
Fruitmarket Gallery, Edinburgh
Mendel Art Gallery, Saskatoon
- 1984: Waddington Galleries, London

Centre d’Art Contemporain, Geneva
- 1983: Gillespie-Laage-Salomon,Paris

Massimo Valsecchi., Milan
Kanransha Gallery, Tokyo
John Weber Gallery, New York
- 1982: Waddington Galleries, London

Orchard Gallery, Londonderry, Northern Ireland
- 1981: Massimo Valsecchi, Milan

Centre Georges Pompidou, Paris
- 1980: Galerie Gillespie de Laage, Paris

Thackery & Robertson, San Francisco
Sperone Westwater Fischer, New York
Graeme Murray Gallery, Edinburgh
Kanransha Gallery, Tokyo
Waddington Galleries, London
- 1979: Whitechapel Art Gallery, London (with Gerhard Richter)

Galerie Rolf Preisig, Basel
Art & Project, Ámsterdam
- 1978: Galerie Konrad Fischer, Düsseldorf

Galerie Nancy Gillespie-Elisabeth de Laage, Paris
Projects : Museum of Modern Art, New York
Centre d’Art Contemporain, Geneva
Galerie Tanit, Munich
- 1977: Galerie Rolf Preisig, Basel

Van Abbemuseum. Eindhoven
Robert Self Gallery, London
Sonnabend Gallery, New York
- 1976: Sperone Westwater Fischer, New York

Cusak Gallery, Houston
I.C.A., London
Hester van Roijen Gallery, London
Robert Self Gallery, Newcastle
Massimo Valsecchi, Milan
Claire Copley Gallery, Los Angeles
- 1975: Art & Project, Ámsterdam

Galerie Rolf Preisig, Basel
P.M.J. Self, London
Kunstmuseum, Basel
Northern Arts, Newcastle
- 1974: Galleria Marilena Bonomo, Bari

Museum of Modern Art, Oxford
Galleria Sperone, Turin
Galerie Konrad Fischer, Düsseldorf
- 1973: Kabinett fur Aktuelle Kunst, Bremerhaven

Stedelijk Museum, Ámsterdam
Galleria Sperone-Fischer, Rome
Situation, London
Galerie Yvon Lambert, Paris
Art & Project- M.T.L., Antwerp
- 1972: Galleria Sperone, Turin

Art & Project, Ámsterdam
Galleria Toselli, Milan
Galerie Konrad Fischer, Düsseldorf
Museum of Modern Art, Oxford
Galerie Yvon Lambert, Paris
- 1971: Galerie Konrad Fischer, Düsseldorf

Situation, London
Richard Demarco Gallery, Edinburgh
- 1970: Galleria Sperone, Turin
- 1969: Galerie Konrad Fischer, Düsseldorf

## Publicaciones
- 2009: Peter Lodermeyer, Karlyn De Jongh & Sarah Gold, Personal Structures: Time Space Existence, DuMont Verlag, Cologne, Germany
- 2008:  El Camino; Rutas Cortas por la península ibérica, Fundación Ortega Muñoz
- 2006: Geronimo Homeland, Texas Gallery/ Christine Burgin
- 2005: Seven short walks – Caminatas cortas, catalogue for exhibition at the Fundación Cesar Manrique

Keep Moving, exhibition catalogue, Museion – Museum for modern and contemporary art, Bolzano, Published by Charta
- 2002: Placing One Foot in Front Of the Other, Bawag Foundation, Vienna

Walking Journey, Tate Publications, exhibition catalogue, (ISBN 1854374117)
- 2001: Hamish Fulton: Walking Artist, Richter Verlag, Düsseldorf (ISBN 3933807263)
- 2000: Magpie, Southern Alberta Art Gallery, Lethbridge, Canada

Wildlife, Pocketbooks, Edinburgh, Scotland
Higurashi, C.C.A. Kitakyushu, Japan
- 1999: Changes, exhibition catalogue, Anchorage Museum of Art and History, Alaska

Hamish Fulton for the Antonio Ratti Foundation Advanced Course in Visual Arts Publications, Como, published by Charta editions, Milano
Hamish Fulton, Art Museum, Missoula, Montana, exhibition catalogue
Walking Rainbow, Morningstar Publications, Edinburgh and the Crawford Arts Center, St. Andrews Scotland
Walking Through, Stour Valley Art Project, Kent, England
Hill Walk Bergwanderung, Künstlerhaus, Palais Thurn und Taxis, Bregenz, Austria
- 1998: Hamish Fulton, Annely Juda Gallery, London, * 1998

Hamish Fulton und Peter Hutchinson, Kunstverein, Düsseldorf
- 1997: Die Vechte entlang gehen, Städtische Garlerie, Nordhorn Germany

Hamish Fulton, Edition Galerie Stadtpark, Krems, Austria
- 1996: Hamish Fulton: Walking from Wakayama in the Kii Peninsula, The Museum of Modern Art, Wakayama, Japan [with Roger Ackling]
- 1995: Thirty-one Horizons, LENBACHHAUS, Munich
- 1992: Walking Passed Standing Stones Cairns Milestones Rocks and Boulders, IVAM, Valencia

Hamish Fulton * 1992, Kunsthalle, Baden-Baden
Step by Step, Desk diary for * 1992, Starkmann Library Services
- 1991: One Hundred Walks, Haags Gemeentemuseum, Den Haag

Touching By Hand One Hundred Rocks, Kanransha, Tokyo
Bird Song, Serpentine Gallery, London
A Twelve Day Walk and 84 Paces, Paragon Press
- 1990: Alps Horizon, Musee de Grenoble

Hamish Fulton, Selected Walks, * 1969-* 1989, Albright-Knox, Buffalo
- 1989: Hamish Fulton, Interview with Tom Clark, Domaine de Kerguehennec
- 1988: Straight Smoke, Temple University, Philadelphia

No Talking for Seven Days, Galerie Tanit, München
Hamish Fulton, Domaine de Kerguehennec
- 1987: The Snow Mountain, John Weber Gallery, New York

Ajawaan, Arts Metropole, Toronto
Jet Car Owl Mud, Insel Hombroich, Neuss
- 1985: Campfire, Stedelijk Van Abbemuseum, Eindhoven
- 1983: Twilight Horizons, C.A.P.C., Bordeaux

Horizon to Horizon, Orchard Gallery, Londonderry, Northern Ireland
- 1982: Song of the Skylark, Waddington Galleries, London
- 1981: Wild Flowers, Centre Georges Pompidou, Paris
- 1978: Roads and Paths, Schirmer Mosel, München
- 1977: Nine Works * 1969-* 1973, P.M.J. Self, London

Nepal
- 1975: Stedelijk Van Abbemuseum, Eindhoven

Skyline Ridge, P.M.J. Self, London
- 1974: Hamish Fulton, Galleria Toselli, Milano
- 1973: Ten Views of Brockman's Mount, Stedelijk Museum, Ámsterdam
- 1971: The Sweetgrass Hills of Montana, Sperone Editiore, Torino

Hollow Lane, Situation Publications, London